# شانگهای (فیلم ۱۹۱۵)
شانگهای (انگلیسی: Shanghaied) فیلمی به کارگردانی چارلی چاپلین است که در سال ۱۹۱۵ منتشر شد. از بازیگران آن می‌توان به چارلی چاپلین، ادنا پرواینس، وسلی راگلز، لئو وایت و باد جیمیسون اشاره کرد.